# Ephedrus mandjuriensis
Ephedrus mandjuriensis är en stekelart som beskrevs av Kiriac 1977. Ephedrus mandjuriensis ingår i släktet Ephedrus och familjen bracksteklar. Inga underarter finns listade i Catalogue of Life.